# پرچم لیبریا

پرچم کنونی لیبریا

پرچم پیشین لیبریا (۱۸۲۷-۱۸۴۷)

پرچم کنونی لیبریا به‌دنبال استقلال آن کشور از آمریکا و با انجام تغییراتی در پرچم پیشین در ۲۶ ژوئیهٔ ۱۸۴۷ پذیرفته و در ۲۴ اوت همان سال برافراشته شد. پرچم جدید این جمهوری آفریقایی به پرچم پیشین آن در دوران استعمار شباهت دارد با این تفاوت که تعداد نوارهای آن به ۱۱ کاهش یافته و ستاره‌ای سفیدرنگ جایگزین صلیب مسیحی آن شده است.

## طرح
پرچم لیبریا که با الهام از پرچم ایالات متحدهٔ آمریکا طراحی شده است دارای ۱۱ نوار افقی هم‌اندازهٔ قرمز و سفید است (شش نوار قرمز و پنج نوار سفید) که از بالا به پایین به ترتیب قرمز-سفید-قرمز-سفید-قرمز-سفید-قرمز-سفید-قرمز-سفید-قرمز قرار گرفته است. مربع آبی‌رنگی درگوشهٔ بالایی این پرچم در بخش اهتزاز آن در سمت چپ واقع شده که تا پایین سومین نوار قرمز امتداد دارد و ستارهٔ پنچ‌پر سفیدرنگی درون آن قرار گرفته است. تناسب پرچم لیبریا بر اساس قانون پرچمی که در تاریخ ۱۱ آوریل ۱۹۶۱مورد تأیید مجلس قانوگذاری ملی آن کشور قرار گرفت برابر با ۱۰:۱۹ است.

## نمادشناسی
در پرچم لیبریا:
- ۱۱ نوار نشانهٔ تعداد امضاکنندگان اعلامیهٔ استقلال لیبریا[۱][۲] و تشکیل جمهوری لیبریاست.[۱]
- مربع آبی نماد قارهٔ آفریقا[۱][۲]و ستارهٔ پنج‌پر نماد نخستین «جمهوری استقلال‌یافته» در این قاره[۱]و همچنین آزادی اعطاشده به بردگان سابق است.[۲]
- رنگ قرمز نماد استقامت، شجاعت و غیرت[۲]
- رنگ سفید نماد پاکی، طهارت و بی‌تزویری[۲]
- رنگ آبی نماد آزادی، عدالت و وفاداری است.[۲]

## نگارخانه